# Prism (album de Katy Perry)
Prism este al patrulea album  al cântăreței californiene Katy Perry. Acest album are 5 melodii promovate: "Roar" , "Unconditionally" ,"Dark horse","Birthday" și "This is how we do".
"Roar" are un succes imens cu 954.180.362 views, în 2015. "Unconditionally" nu a avut atât de mult succes pe cât se aștepta,cu 191.443.185 views."Dark horse" a avut și are cel mai mult succes cu 1.007.050.876 views."Birthday" a avut și are cel mai mic succes cu 50.572.894 views. "This is how we do" are 318.917.048 views.
Următorul album (Witness) era asteptat în 2016, insa s-a lansat in 2017.
Acest album se dorea a fi mai întunecat decât anteriorul album. Unii spun că acest album ar fi fost mai dansant decât anteriorul album. Se dorea a fi întunecat după despărțirea sa de Russel Brand.
În show-ul de la Super-Bowl , Katy Perry cântat 2 melodii de pe "Prism" : "Dark Horse" și "Roar".

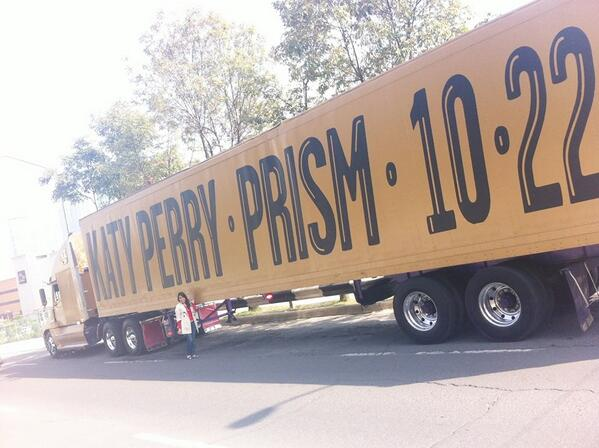
Autocamionul care anunță noul album.

## Vizualizari
In data de 11 noiembrie 2020:
| Titlul            | Vizualizări   | Lansare (Youtube) |
| Roar              | 3.208.865.033 | 5 sept. 2013      |
| Unconditionally   | 550.245.513   | 20 noi. 2013      |
| Dark horse        | 2.907.149.204 | 20 feb. 2014      |
| Birthday          | 285.974.287   | 24 apr. 2014      |
| This is how we do | 748.794.769   | 31 iul. 2014      |

Cu acest album , Katy Perry a plecat în turneul Prismatic world tour.
Katy Perry a fost prima femeie care a obținut un miliard de vizionări la doua videoclipuri (Dark Horse, Roar), ulterior șase (Dark Horse, Roar, Last Friday Night, Firework,Bon apetit,Hot n Cold)

## Muzica

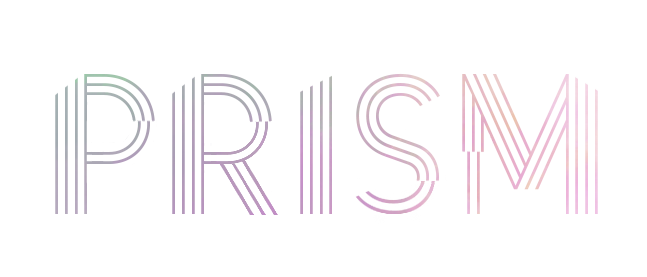
Acesta este logo-ul albumului.

| Nr.           | Titlul                           | Scriitor(i)                                                                          | Producător(i)                    | Durată |  |
| 1.            | "Roar"                           | - Katy Perry - Lukasz Gottwald - Max Martin - Bonnie McKee - Henry Walter            | - Dr. Luke - Max Martin - Cirkut | 3:43   |  |
| 2.            | "Legendary Lovers"               | - Perry - Gottwald - Martin - McKee - Walter                                         | - Dr. Luke - Max Martin - Cirkut | 3:44   |  |
| 3.            | "Birthday"                       | - Perry - Gottwald - Martin - McKee - Walter                                         | - Dr. Luke - Max Martin - Cirkut | 3:35   |  |
| 4.            | "Walking on Air"                 | - Perry - Klas Åhlund - Martin - Adam Baptiste - Camela Leierth                      | - Åhlund - Max Martin            | 3:42   |  |
| 5.            | "Unconditionally"                | - Perry - Gottwald - Martin - Walter                                                 | - Dr. Luke - Max Martin - Cirkut | 3:48   |  |
| 6.            | "Dark Horse" (featuring Juicy J) | - Perry - Jordan Houston - Gottwald - Sarah Theresa Hudson - Martin - Walter         | - Dr. Luke - Max Martin - Cirkut | 3:35   |  |
| 7.            | "This Is How We Do"              | - Perry - Åhlund - Martin                                                            | - Åhlund - Max Martin            | 3:24   |  |
| 8.            | "International Smile"            | - Perry - Gottwald - Martin - Walter                                                 | - Dr. Luke - Max Martin - Cirkut | 3:47   |  |
| 9.            | "Ghost"                          | - Perry - Gottwald - Martin - McKee - Walter                                         | - Dr. Luke - Max Martin - Cirkut | 3:23   |  |
| 10.           | "Love Me"                        | - Perry - Martin - Christian "Bloodshy" Karlsson - Vincent Pontare - Magnus Lidehäll | - Bloodshy                       | 3:52   |  |
| 11.           | "This Moment"                    | - Perry - Tor Erik Hermansen - Mikkel Storleer Eriksen - Benjamin Levin              | - StarGate - Benny Blanco        | 3:46   |  |
| 12.           | "Double Rainbow"                 | - Perry - Sia Furler - Greg Kurstin                                                  | - Kurstin                        | 3:51   |  |
| 13.           | "By the Grace of God"            | - Perry - Greg Wells                                                                 | - Wells - Katy Perry             | 4:27   |  |
| Durata totală | Durata totală                    | Durata totală                                                                        | Durata totală                    | 48:39  |  |

| Prism – Deluxe edition (bonus tracks)[121] |                       |                                                     |                     |        |  |
| Nr.                                        | Titlul                | Scriitor(i)                                         | Producător(i)       | Durată |  |
| 14.                                        | "Spiritual"           | - Perry - Kurstin - John Mayer                      | - Kurstin           | 4:35   |  |
| 15.                                        | "It Takes Two"        | - Perry - Hermansen - Eriksen - Levin - Emeli Sandé | - StarGate - Blanco | 3:54   |  |
| 16.                                        | "Choose Your Battles" | - Perry - Jonatha Brooke - Wells                    | - Wells - Perry     | 4:27   |  |
| Durata totală                              | Durata totală         | Durata totală                                       | Durata totală       | 61:35  |  |